# Boguszewo (województwo warmińsko-mazurskie)
Boguszewo (niem. Bogunschöwen, 1938–1945 Ilgenhöh) – wieś w Polsce położona w województwie warmińsko-mazurskim, w powiecie ostródzkim, w gminie Miłomłyn. W latach 1975–1998 miejscowość administracyjnie należała do województwa olsztyńskiego.

## Historia
Wieś lokowana w 1689 r., kiedy to Jan Bogusz, wolny ze wsi książęcej, otrzymał 9 włók na prawie chełmińskim w celu założenia wsi. Nazwa miejscowości wzięła się od nazwiska zasadźcy. Jan Bogusz otrzymał jedna włókę sołecką oraz prawo połowu ryb w rzece i wypasu bydła w lesie. Wolnizna wyznaczona została na 7 lat. W 1699 r. wsi przyznano 15 włók lasu w celu zwiększenia areału upraw. W 1785 r. we wsi było 48 domów. W 1820 r. we wsi mieszkały 272 osoby.
W 1925 r. w Boguszewie mieszkało 437 osób.

## Zabytki
Dzwonnica z XIX w.